# 哈尔滨南站
哈尔滨南站位于哈尔滨市南岗区学府路，是哈尔滨铁路局直属的路网性编组站，为一等站，担当黑龙江全省及内蒙古自治区东北部空、重货物列车的改编和无调中转任务，不办理客运业务。
哈尔滨南站位于哈尔滨铁路枢纽京哈、滨绥、滨洲、滨北、拉滨五条铁路干线的交汇点，站场全长6870米、宽500米，占地2.34平方公里，为双向三级六场规模。